# Rap. Między Malcolmem X a subkulturą gangową
Rap. Między Malcolmem X a subkulturą gangową – pierwsza polska książka o amerykańskim hip-hopie, traktująca o korzeniach rapu z czysto socjologicznego punktu widzenia. 
Wydał ją w 1994 publicysta Zbigniew Marcin Kowalewski.

## Historia projektu
Po wielu publikacjach dotyczących lewicy i związków zawodowych, które w latach 80. XX wieku ukazywały się w tzw. „drugim obiegu”, a potem oficjalnie, Zbigniew Marcin Kowalewski sięgnął bardzo głęboko do historii czarnych Afroamerykanów i w 1994 wydał pierwszą polską książkę o korzeniach i ideologii amerykańskiego rapu. 
Autor sięga aż do czasów niewolnictwa, kiedy w 1876 roku burżuazja Północy, przerażona rozwojem ruchu robotniczego, który zyskał ogromnie na sile i bojowości wskutek zniesienia niewolnictwa, zawarła przymierze ze starą klasą panującą Południa. Opisuje historię czarnej Ameryki od czasów pierwszych ideologów jak Martin Delany, Marcus Garvey, Fard Muhammad, Elijah Muhammad, Malcolm X, czy Martin Luther King, aż do czarnych artystów hip-hopowych jak Ice Cube, czy Public Enemy, którzy kontynuują rewolucyjne przesłanie Narodu Islamu, krytykują syjonizm i sprzeciwiają się nierównościom na tle rasowym. 
Książka zawiera obszerną bibliografię. 
Książka Kowalewskiego ukazała się w połowie lat 90. XX wieku, kiedy rap w Polsce jeszcze nie miał wielkiej popularności, jednak zyskała kultowy status wśród niektórych raperów - np. Numer Raz, który poznał ją w audycji „Kolorszok”. 
Następne publikacje po polsku o kulturze hip-hop ukazały się dopiero po kilku latach, u szczytu jej popularności: 
- Historia kultury hip-hop w Polsce
- Polski hip-hop pierwsza Encyklopedia
- Ego Trip
- Encyklopedia hip-hopu

## Spis treści
1. Malcolm X - Prorok czarnej rewolucji
2. Głos uciskanej młodzieży - U źródeł rapu afrocentrycznego
3. U źródeł rapu gangsterskiego - Wojna miejska w Los Angeles
4. Po powstaniu w Los Angeles - No Justice, No Peace
5. Brothas and sistas - Pod znakiem seksizmu
6. Public Enemy - Desant czarnych komandosów